# Deerfield Beach
Deerfield Beach è un comune degli Stati Uniti d'America situato nella parte settentrionale della Contea di Broward dello Stato della Florida.
Secondo le previsioni del 2011, la città ha una popolazione di 75.018 abitanti su una superficie di 38,7 km².
Tristemente conosciuta per essere il luogo dove è stato assassinato il noto rapper XXXTentacion.